# Gokkun

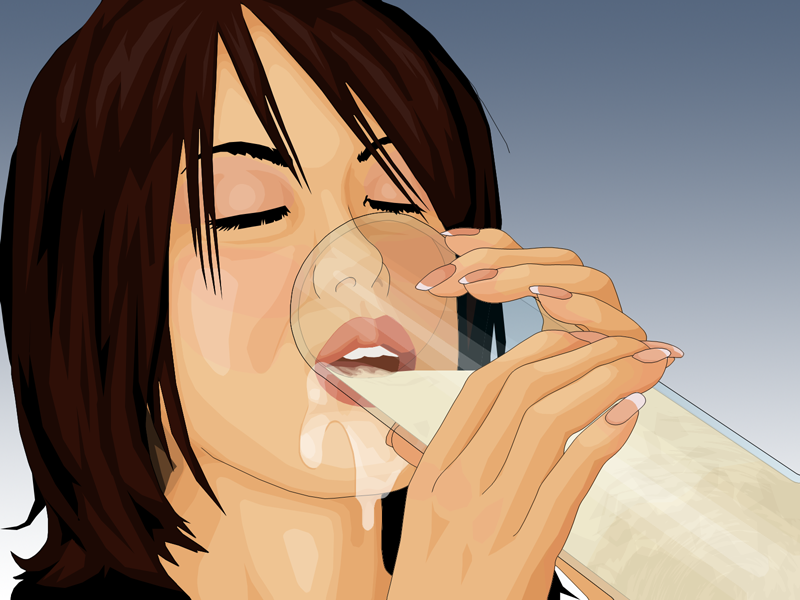
Ilustração da prática. A mulher segura em um copo cheio de sémen ,na boca, para o engolir

Gokkun (ごっくん) é um termo japonês para uma atividade sexual em que uma pessoa, não necessariamente, mas geralmente uma mulher, consome o sêmen de um ou mais homens, geralmente a partir de algum tipo de recipiente. Recipientes comuns neste gênero incluem copos, taças, tigelas, panelas de cozimento e copos de vinho ou cocktail. A grande maioria destes cenários envolvem o sêmen de vários homens. Como produtores do gênero tentar superar um ao outro, o número de homens que participam ultrapassou 200 em filmes japoneses recentes e 140 em filmes recentes americanos. Menos frequentemente, as cenas envolvem um grande recipiente de sêmen de um único macho que tem, ao longo do tempo, armazenado um grande volume para o efeito, geralmente por congelamento.
"Gokkun" também pode se referir ao ato sexual de engolir sêmen após a realização de fellatio ou participando de um bukkake.
A palavra "gokkun" é uma onomatopéia, que se traduz em Inglês como "gole", o som feito por engolir.